# 英雄联盟发展联赛
英雄聯盟職業發展聯賽(LOL Development League，簡稱：LDL）是於2018年推出的英雄聯盟職業賽事體系，旨在促進中國英雄聯盟職業電競生態穩定健康發展。